# Partido Alto (documentário)
Partido Alto é um documentário brasileiro, escrito e dirigido por Leon Hirszman. Produzido pela Embrafilme, filmado em 1976 e lançado em 1982, o filme conta um pouco da história do Partido-Alto, subgênero musical derivado do samba, com raízes na batucada baiana. O documentário apresenta o partido-alto como um estilo livre de expressão e comunicação imediata, com versos simples e improvisados, de acordo com a inspiração de cada um - ao contrário do samba que estaria comprometido com o espetáculo. A narração do curta-metragem foi feita pelo sambista Paulinho da Viola.